# María Isabel de Holstein-Gottorp
María Isabel de Schleswig-Holstein-Gottorp (Schleswig, 6 de junio de 1634-Darmstadt, 17 de junio de 1665) fue por matrimonio landgravina de Hesse-Darmstadt.

## Biografía
María Isabel era la hija del duque Federico III de Schleswig-Holstein-Gottorp (1597-1659) y de su esposa, María Isabel de Sajonia (1610-1684), hija del elector Juan Jorge I de Sajonia y de Magdalena Sibila de Prusia. 
Se casó el 24 de noviembre de 1650 en el Castillo de Gottorp con su primo hermano, el landgrave Luis VI de Hesse-Darmstadt (1630-1678). Con motivo de la boda se celebró un festival en Lollar, el último en que se representó una danza de espadas en Hesse. 
Luis VI colaboró en el gobierno de su padre desde el año después de la boda (1651), a quien sucedió en 1661. A través de la hermana de María Isabel, Eduviges Leonor, reina de Suecia, Luis VI tejió amplias relaciones políticas con Suecia. María Isabel murió cuatro años más tarde en el nacimiento de un mortinato, por "dolores de parto", después de haber dado a luz otros ocho hijos. A su muerte su esposo se sumió en un profundo duelo. En su carrera literaria, el landgrave escribió algunos poemas en memoria de su esposa.

## Descendientes
De su matrimonio María Isabel tuvo los siguientes hijos:
- Magdalena Sibila (1652-1712), casada en 1673 con el duque Guillermo Luis de Wurtemberg (1647-1677).
- Sofía Leonor (1653).
- Jorge (1654-1655).
- María Isabel (1656-1715), casada en 1676 con el duque Enrique de Sajonia-Römhild (1650-1710).
- Augusta Magdalena (1657-1674).
- Luis VII (1658-1678), landgrave de Hesse-Darmstadt.
- Federico (1659-1676).
- Sofía María (1661-1712), casada en 1681 con el duque Cristián de Sajonia-Eisenberg (1653-1707).